# 越南駐瑞典大使館
越南駐瑞典大使館（瑞典語：Vietnams ambassad i Stockholm；越南语：／*/?）是越南社会主义共和国對瑞典王国設置的外交代表機構，館址位於斯德哥尔摩艾尔夫索约厄比路26号。也是越南社会主义共和国的前身越南民主共和国（北越）在西方国家最早设立的大使馆之一。自1970年開始運作，並以越瑞兩國間的雙邊關係為主要職責。

## 歷史
瑞典在冷戰時期曾與越南共和國（南越）建交，但越南共和国并未向瑞典派遣常驻大使，而是由駐聯邦德國大使館兼辖在瑞典的相关事务，直到1975年4月30日南越覆亡。
与此同时，1969年1月10日，瑞典首相塔格·埃蘭德正式宣告承認北越，翌日兩國締結邦交，瑞典遂成為最早承認河內政府的西方國家。
瑞越建交后第二年，瑞典政府即在河內建立了驻北越大使馆，同年7月，越南民主共和国也在斯德哥尔摩建立大使馆。
大使馆本馆位于斯德哥爾摩市南地的厄比路26号莊園别墅内，该别墅由亨利克·法尔肯贝格建造于1674年。

## 大使
现任越南驻瑞典大使是陈文俊，2023年由越南国家代主席武氏映春任命，他接替了2020年以来出任大使的潘登当，

## 館務
越南驻瑞典大使馆领区除瑞典全境以外，亦长期兼辖越南在芬兰（至2005年）、拉脱维亚的相关业务。该大使馆的商务处亦兼驻挪威、丹麦、芬兰及冰岛等国。